# Повіт Очі
Пові́т О́чі (яп. 越智郡, おちぐん, МФА: [ot͡ɕi guɴ]) — повіт в префектурі Ехіме, Японія. Станом на 1 липня 2012 року його площа становила 30,42 км². Населення складало 7479 осіб, а густота населення — 246 осіб/км². До складу повіту входить містечко Каміджіма.